# Ромовий пиріг

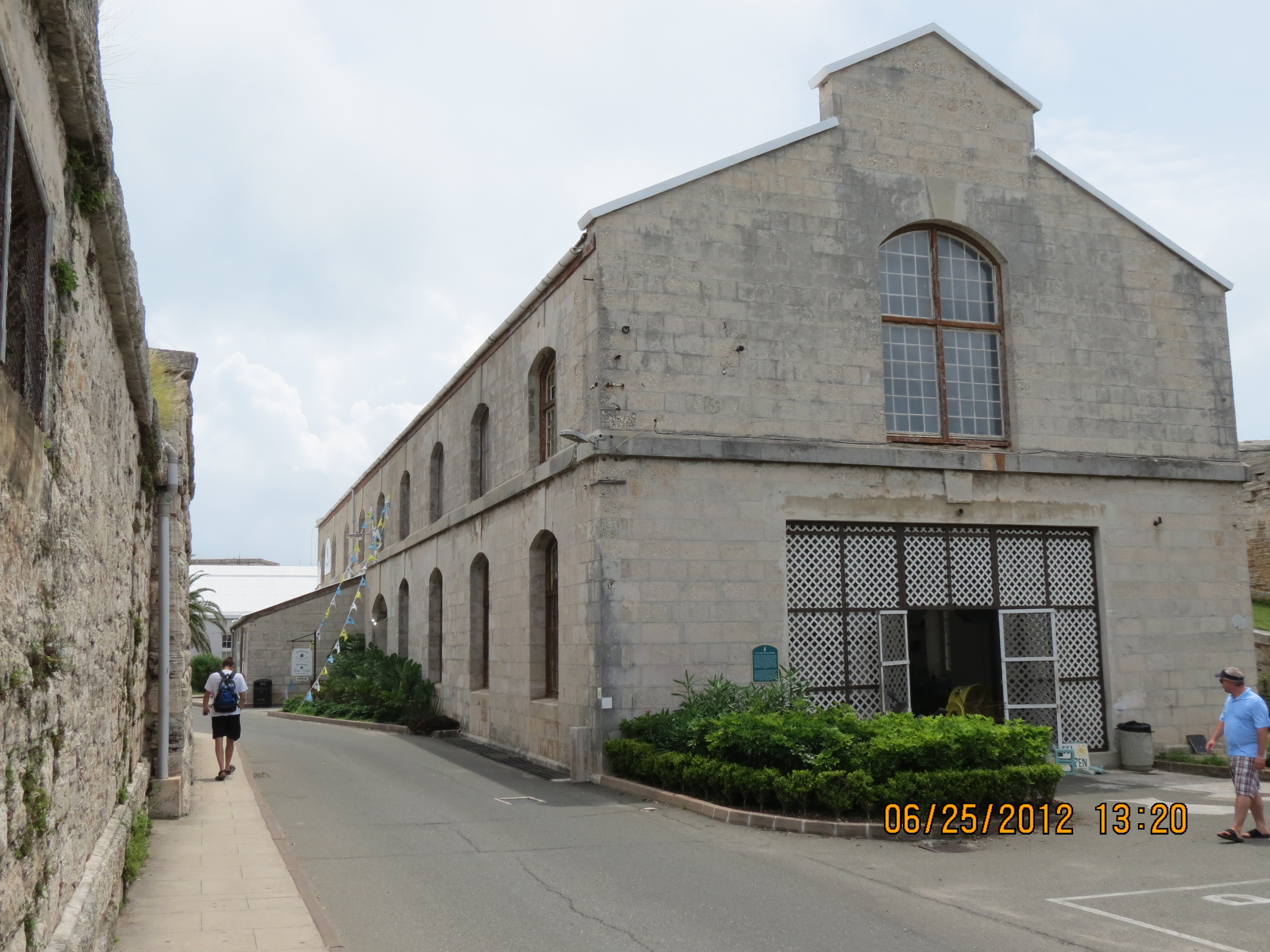
Фабрика ромових пиріг на Бермудах

Ромовий пиріг або чорний пиріг — тип десертного тістечка, що містить ром. У більшості країн Карибського басейну ромові тістечка є традиційним святковим десертом, що походить від святкових пудингів (наприклад, пудингу з інжиру). Традиційно сухофрукти замочують у ромі на місяці, а потім додають у тісто, приготоване з цукром, який був карамелізований кип'ятінням у воді. Результат, також відомий як «чорний пиріг», схожий на фруктовий пиріг із більш легкою текстурою.
У Тринідаді і Тобаго фрукти консервують у вишневому бренді та темному ромі, які використовують для приготування чорного торта. У Тринідаді і Тобаго чорний торт традиційно асоціюється з Різдвом і весіллям.
На території США, Пуерто-Рико, ромовий пиріг називається Bizcocho de Ron і є бісквітним тістечком, який вбирає ром. Якщо в нього додають фрукти, то свіжі або сушені. Родзинки і кишмиш можна замочити в ромі на один день або одну ніч. Bizcochos de Ron дарують у святковий сезон.
У материковій частині Сполучених Штатів торти з ромом популярні принаймні з 1970-х років. У той час як багато мандрівників острова роблять усе можливе, щоб вибрати карибський сорт, все більше і більше невеликих американських компаній конкурують, подібно до того, як крафтове пиво конкурує з великими виробниками пива. Деякі пропонують ромові тістечка на замовлення. Деякі вливають ром прямо в тістечка (замість глазурі). Здається, у багатьох є особливий рецепт десятиліттями.
Можна сп'янитися від споживання надмірної кількості ромового торта, а деякі ромові торти містять навіть понад п'ять відсотків певних зернових спиртів,, хоча деякі з них постійно містять менш як 0,5 % алкоголю. Його зазвичай готують зі сливами та родзинками, змоченими в ромі, а також з коричневим цукром і гірко-солодкою карамеллю, що називається «брунінг».